# 잊으려 해도
"잊으려 해도"는 1968년 공개된 대한민국의 영화이다.

## 배역
- 오영일
- 윤정희
- 최인숙
- 전계현
- 황정순
- 정민
- 주선태
- 한은진